# 合一堂馬鞍山堂

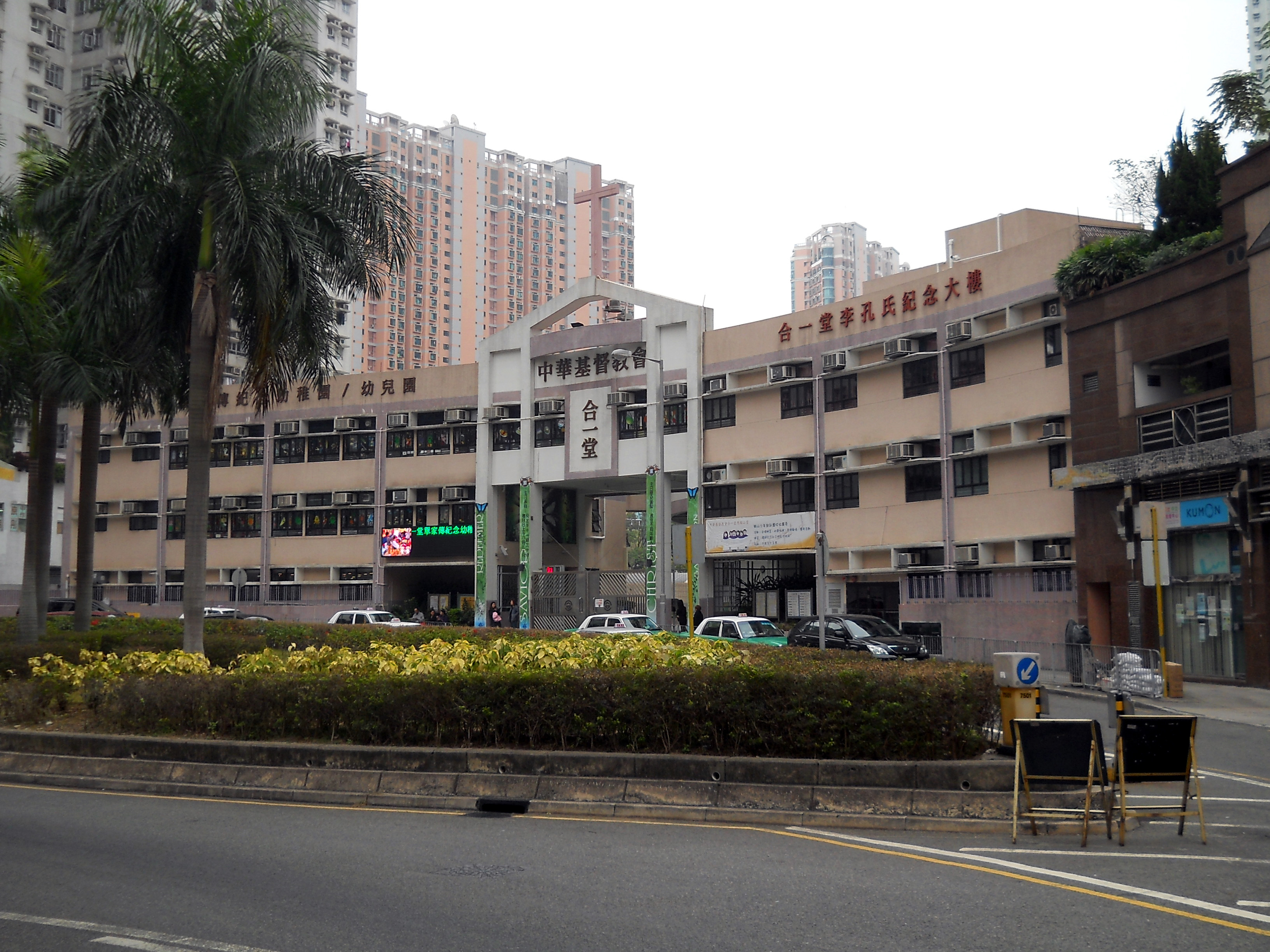
合一堂馬鞍山堂

中華基督教會合一堂馬鞍山堂（英語：The Church of Christ in China Hop Yat Church (Ma On Shan)）為中華基督教會合一堂開辦的子堂，位於香港新界馬鞍山鞍誠街26號。

## 歷史
1980年代合一堂有50多戶信眾移居沙田區，由於沙田將發展成為新市鎮，有很多傳播福音的機會。教會領袖又再興起在新界傳道之熱誠，同時配合合一堂九龍堂於1987年建堂30週年，堂代表會通過成立「開設沙田禮拜處研究小組」開展有關計劃，並透過「馬粱則師樓」協助物色合適堂址。
但當時沙田沒有的空置土地，基於不少教會已在沙田進行事工，而鄰近的馬鞍山與西貢連結的西沙公路剛開通，預期到1990年代人口將達到30萬人，有較大的發展空間，因此在1989年4月25日委託「馬粱則師樓」向沙田地政署申請在馬鞍山103地段興建新堂和幼稚園，但同年5月26日獲覆土地另有用途。1992年8月16日獲城市規劃委員會批出馬鞍山100區地皮作為興建新堂校之用。兩年後的1994年5月13日沙田地政署通知須補地價4,545萬港元，堂代表會於6月7日召開特別會議通過接納，隨即重組籌建新界堂校委員會，積極募捐及籌建事宜，決定籌募目標為8,000萬元，除補地價的金額外，餘額約3,500萬元為建築費。
在落實興建馬鞍山堂座後，於1994年初開始借用香港中國婦女會馮堯敬紀念中學舉行主日聚會，並租用新港城一層樓宇作聯絡處及小組活動地方。先後舉行「短宣九五」和「合一堂九六福音運動」促進植堂事工。到1997年3月30日於九龍堂舉行差遣禮，正式差派九龍堂24位信眾委身入馬鞍山植堂，與主任牧師胡丙杰牧師聯同全體宣教同工和香港堂、九龍堂、北角堂義工及區內信眾拓展福音事工。
馬鞍山合一堂於1996年4月21日舉行動土禮，初時聘請「建正建築師」負責工程顧問，但建正於同年8月倒閉，惟有另聘「馬海建築顧問公司」接手，並透過投標由「新城市建築公司」承建工程。翌年（1997年）6月29日由「籌建新界堂校委員會」主席單家傳執事主持奠基禮，基石內文選自《以弗所書》二章二十至二十一節：「並且被建造在使徒和先知的根基上，有基督耶穌自己為房角石，各房靠祂聯絡得合式，漸漸成為主的聖殿。」同年9月幼稚園校舍落成開課，命名為「合一堂單家傳紀念幼稚園」，趕及9月5日開課，翌年獲批准開辦幼兒園。教會辦事處及宿舍大樓則命名為「合一堂李孔氏紀念大樓」，將主日聚會遷回新堂副堂（即幼稚園禮堂）舉行，直到1997年12月7日新堂舉行啟用感恩禮後，才開始在正堂崇拜。

## 結構
馬鞍山堂於2000年1月正式成立堂會，在堂會下設立9個部門：宣道、聖樂、聯誼、婦女、主日學、青年、經濟、福利、庶務，推動整體教會工作，還在聖樂部內成立「鞍山少年歌詠團」，從事音樂藝術的訓練。
2010年，9個部門被合併為5個新部門，分別是「崇拜及靈修部（宣道、聖樂）」、「相交及關顧部（聯誼、婦女）」、「福音及外展部」、「信徒培育部（主日學、青年）」及「堂務行政部（經濟、福利、庶務）」。

## 註腳
1. ↑  《香港新界鄉村之歷史與風貌》，第146頁。

## 外部連結
- 中華基督教會合一堂（页面存档备份，存于）
  - 中華基督教會馬鞍山合一堂（页面存档备份，存于）

22°25′28″N 114°14′02″E / 22.42438°N 114.23384°E